# 美幌峠

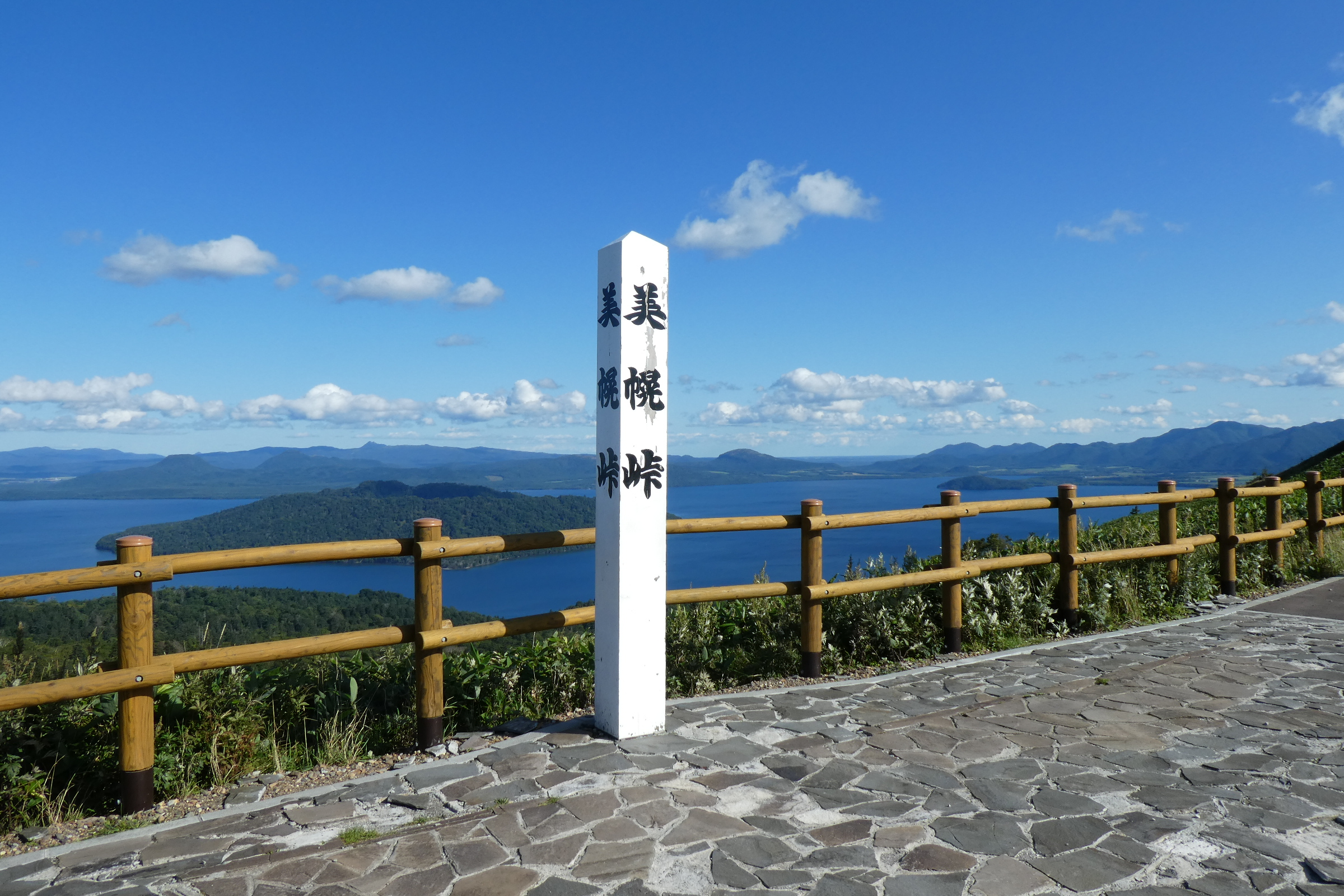
美幌峠の標柱（2019年9月）

美幌峠（びほろとうげ）は、北海道網走郡美幌町と川上郡弟子屈町の境にある国道243号の峠。オホーツク総合振興局と釧路総合振興局の境界にもなっている。

## 概要
1920年（大正9年）開通。阿寒摩周国立公園内にあり、眼下には日本国内最大の火山湖（カルデラ湖）である屈斜路湖のパノラマが広がっているほか、阿寒の山々が一望できる景勝地でもある。美幌峠は、東西29 km、南北20 kmの規模がある屈斜路湖のカルデラの外輪山の西縁に位置する標高525 mの峠である。
峠を越えていく国道243号は、北は美幌へ、南は弟子屈へアクセスする。冬季閉鎖はないが 、弟子屈側の国道はカーブが多く気象条件によって走行環境が著しく悪化するため、峠の頂上部から11.2 kmは特殊通行規制区間（交通規制）となっている。
屈斜路湖から吹き上げる風を遮るものがないことから、パラグライダーやハンググライダーなどのスカイスポーツが行われる。

## 周辺

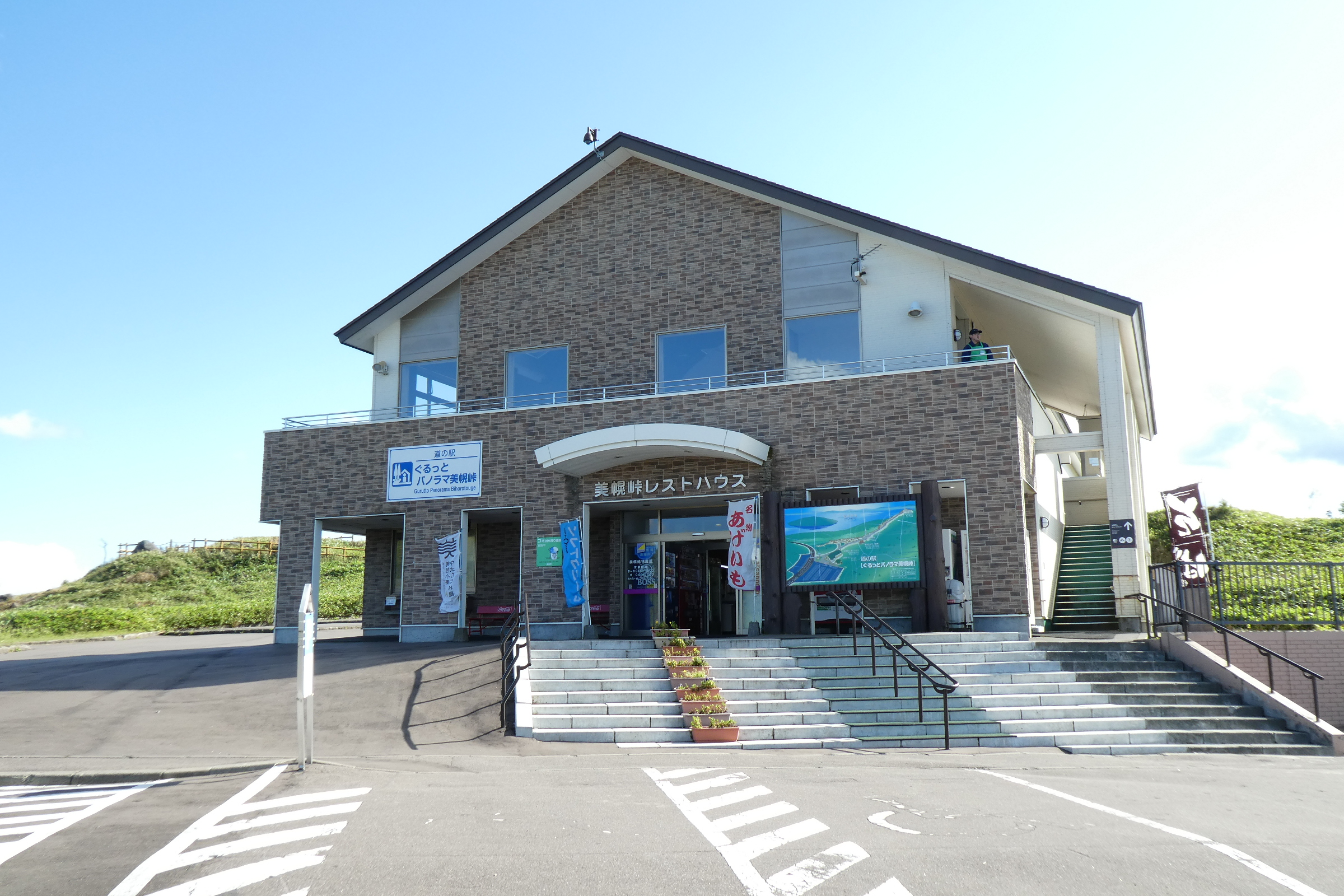
道の駅ぐるっとパノラマ美幌峠（2019年9月）

峠の頂上部には道の駅ぐるっとパノラマ美幌峠があり、あげいもやクマザサ（熊笹）を使ったメニューなどがある。標高525mの美幌峠展望台は眺望スポットとなっている。

## イベント
- 美幌峠まつり

毎年5月に開催され、交通安全祈願祭やアイヌの民俗舞踊カムイノミが披露される。

## 美幌峠が登場する作品
- 美空ひばり「美幌峠」（作詞：志賀貢 作曲：岡千秋）

美幌峠展望台に歌碑が設置されている。
- 『君の名は』

NHK連続テレビ小説にも起用された菊田一夫脚本による作品。
- 『狙った恋の落とし方。』（原題『非誠勿擾』）

馮小剛監督による中国映画。